# Acalolepta degeneroides
Acalolepta degeneroides es una especie de escarabajo longicornio del género Acalolepta, tribu Monochamini, subfamilia Lamiinae. Fue descrita científicamente por Breuning en 1948.
Se distribuye por China. Mide aproximadamente 13,5 milímetros de longitud.